# Гричер Григорій Зіновійович
Гричер (Чериковер) Григорій Зіновійович (1883—1945) — радянський український кінорежисер, сценарист.

## Біографія
Народився 1898 р. в м. Полтаві в родині будівника. Помер 30 листопада 1945 р.
Вчився у Полтавському комерційному та Київському художньому училищах, а з 1922 по 1923 рік — на Московських кінокурсах Б. Чайковського. У 1924—1925 рр. працював асистентом і співрежисером О. Грановського у кінокартині «Єврейське щастя» та ін.
Перебував у лавах Червоної Армії (1942—1944).

## Фільмографія
1925 року перейшов на Одеську, а потім — на Київську кіностудію.
У 1944—1945 рр. працював на Ашхабадській кіностудії.
Автор сценаріїв: «Єврейське щастя» (у співавт. з О. Грановським, 1925) і «Чорне серце» (у співавт. з І. Биховським, 1925), поставлених на 1-й фабриці «Держкіно», «Північне сяйво» (у співавт. з Б. Чайковським, 1926, «Ленінградкіно»), «Кришталевий палац» (1928, у співавт. з Л. Муром). та ін.
Режисер-постановник фільмів:
| Назва                | Рік  | Назва кіностудії                            | Примітки          |
| -------------------- | ---- | ------------------------------------------- | ----------------- |
| Підозрілий багаж     | 1926 | ВУФКУ (Одеська кінофабрика)                 | Фільм не зберігся |
| Мандрівні зорі       | 1926 | ВУФКУ (Одеська кінофабрика)                 | Фільм не зберігся |
| Сорочинський ярмарок | 1927 | ВУФКУ (Одеська кінофабрика)                 | Фільм не зберігся |
| Крізь сльози         | 1929 | ВУФКУ (Одеська кінофабрика)                 |                   |
| Село Веселе          | 1929 | ВУФКУ (Одеська кінофабрика)                 | Фільм не зберігся |
| Напередодні          | 1928 | ВУФКУ (Одеська кінофабрика)                 | Фільм не зберігся |
| Квартали передмістя  | 1930 | Українфільм (Київська кінофабрика)          |                   |
| Кришталевий палац    | 1934 | Українфільм (Київська кінофабрика)          |                   |
| Літа молодії         | 1942 | Київська кіностудія, Ашхабадська кіностудія |                   |

Фільм «Крізь сльози» увійшов до рейтингу «100 найкращих фільмів в історії українського кіно».